# Tony Halme
Tony Christian Halme pseud. Wiking, Fiński Thor Ludvig Borga (ur. 6 stycznia 1963 w Helsinkach, zm. 8 stycznia 2010 tamże) – fiński zapaśnik, bokser, zawodnik MMA i członek parlamentu z narodowo-konserwatywnej partii Prawdziwych Finów.
W 1990 roku walczył w organizacji Universal Wrestling Federation, w latach 1990–1993 w New Japan Pro Wrestling, a w latach 1993-1994 w World Wrestling Federation pod pseudonimem Ludvig Borga. W okresie 1995–1997 stoczył także cztery walki w formule MMA (wszystkie przegrane), m.in. z Randy Couture’em na gali Ultimate Fighting Championship. W latach 1995–2002 stoczył 19 zawodowych pojedynków bokserskich. Był mistrzem Finlandii w boksie zawodowym. Jego bilans to 13 zwycięstw (10 przez nokaut) i 6 przegranych.
W 2003 roku wystartował w wyborach z listy partii Prawdziwi Finowie. Uzyskał 17 tysięcy głosów, co było siódmym wynikiem w Helsinkach. 8 stycznia 2010 roku zmarł w niewyjaśnionych okolicznościach.